# ميخائيل شانت
ميخائيل شانت (بالإنجليزية: Michael Chant)‏ هو ملحن بريطاني، ولد في 1945.